# Rock Werchter
Rock Werchter est un festival de musique annuel, qui se déroule début juillet à Werchter en Belgique. Il est un des plus importants festivals de musique au monde, de par les artistes qui le fréquentent chaque année. 
Le festival, tout d'abord Rock & Blues, a été créé en 1975 avec à l'affiche : Big Bill, Kandahar, Banzai, et The Bintangs. Jusqu'en 1998, il s'agissait d'un festival double dénommé « Thourout-Werchter », se jouant également à Thourout au cours du week-end avec la même programmation. Il passe à 2 jours en 1996, 3 jours en 2000 et 4 jours depuis 2003. Il existe par ailleurs une édition « TW Classics » se déroulant le week-end avant ou après l'édition principale, et rassemblant sur une soirée divers groupes rocks confirmés. Les installations sont par ailleurs régulièrement réutilisées à l'occasion de concerts exceptionnels au cours de l'été (Michael Jackson, Madonna, The Rolling Stones, Ed Sheeran, etc.). À cet effet, Madonna a joué son Sticky and Sweet tour II le 11 juillet 2009 dans la Pyramid Marquee.
Les éditions de 2003, 2005, 2006, 2007, 2012 et 2014 ont gagné le Arthur Award, trophée qui récompense le meilleur festival mondial. Il accueille environ 340 000 festivaliers chaque année.
Le site accueille quatre scènes. En plein air, on retrouve la Main Stage (85 000 spectateurs), pour les têtes d'affiche. Pour les groupes plus « modestes », il y a les trois scènes couvertes KlubC (6 000 spectateurs), The Barn (20 000 spectateurs), et The Slope. The Barn est une nouveauté de l'édition 2012 où le festival passe de deux à trois scènes. La Pyramid Marquee est remplacée à partir de l'édition 2013 par une nouvelle tente, appelée KluB C. Pour l'édition 2018, une nouvelle scène fait son apparition, The Slope, tandis que The Barn s'agrandit et passe de 10 000 à 20 000 spectateurs.
En 2023, le festival accueillait 352 000 personnes sur les 4 jours.